# Индийская лопастная черепаха
Индийская лопастная черепаха (лат. Lissemys punctata) — вид трёхкоготных черепах. Её спинной панцирь обрамлён рядом костных пластинок, и в брюшном щите костные поля обширны, а хрящевые промежутки узки. Любопытны защитные приспособления — парные кожистые клапаны на задней части пластрона, прикрывающие втянутые задние ноги. Кроме этого, при опасности черепаха смыкает передние края пластрона и карапакса, укрывая голову и передние ноги. Хоботок у лопастной черепахи короткий, губы очень мясистые.
Округлый, сравнительно высокий панцирь, длиной до 25 см, зеленовато-коричневый, с жёлтыми пятнами.
Лопастную черепаху можно встретить в Пакистане, Индии, Бирме и на Шри-Ланке. Она широко используется в пищу местными жителями.